# خلنگیان
تیره خلنگیان اغلب به صورت درختچه‌های همیشه سبز و به ندرت درخت دارای ۱۰۳ سرده و ۳۳۵۰ گونه با برگ‌های ساده و اغلب چرمی هستند. دمگل‌های این تیره دارای ۲ تا ۳ برگک هستند. گل‌ها معمولاً دو جنسی و منظم اما مثلاَ در خرزهره هندی نامنظم هستند. کاسه گل معمولاً دارای ۴ یا ۵ کاسبرگ پیوسته پایاست. جام گل معمولاً شامل ۴ یا ۵ گلبرگ پیوسته، کوزه مانند و زنگوله‌ای یا به شکل سینی است. پرچم‌ها معمولاً ۸ یا ۱۰ عدد آزادند. بساک‌ها ۲ حجره‌ای در اثر رشد واژگون شده، بنابراین هنگام رسیدن ظاهراً رو به داخل قرار می‌گیرند و معمولاً به وسیلهٔ منافذ انتهایی شکافته می‌شوند، اغلب دارای زواید و گرده‌ها به صورت چهارتایی‌اند. دانه‌ها معمولاً متعددند. میوه‌های تعدادی از گونه‌های آن مانند قره‌قات، زغال‌اخته آبی و توت خرس خوراکی است. گیاهان زینتی این تیره شامل هدر معمولی و خرزهره هندی هستند که هر دو دارای ارقام متعددی هستند. خیلی از آنها در فضای آزاد، در باغ‌هایی با خاک‌های اسیدی مناسب یا در مورد انواع حساس‌تر در گلخانه کاشته می‌شوند.